# 국도 제114호선 (일본)

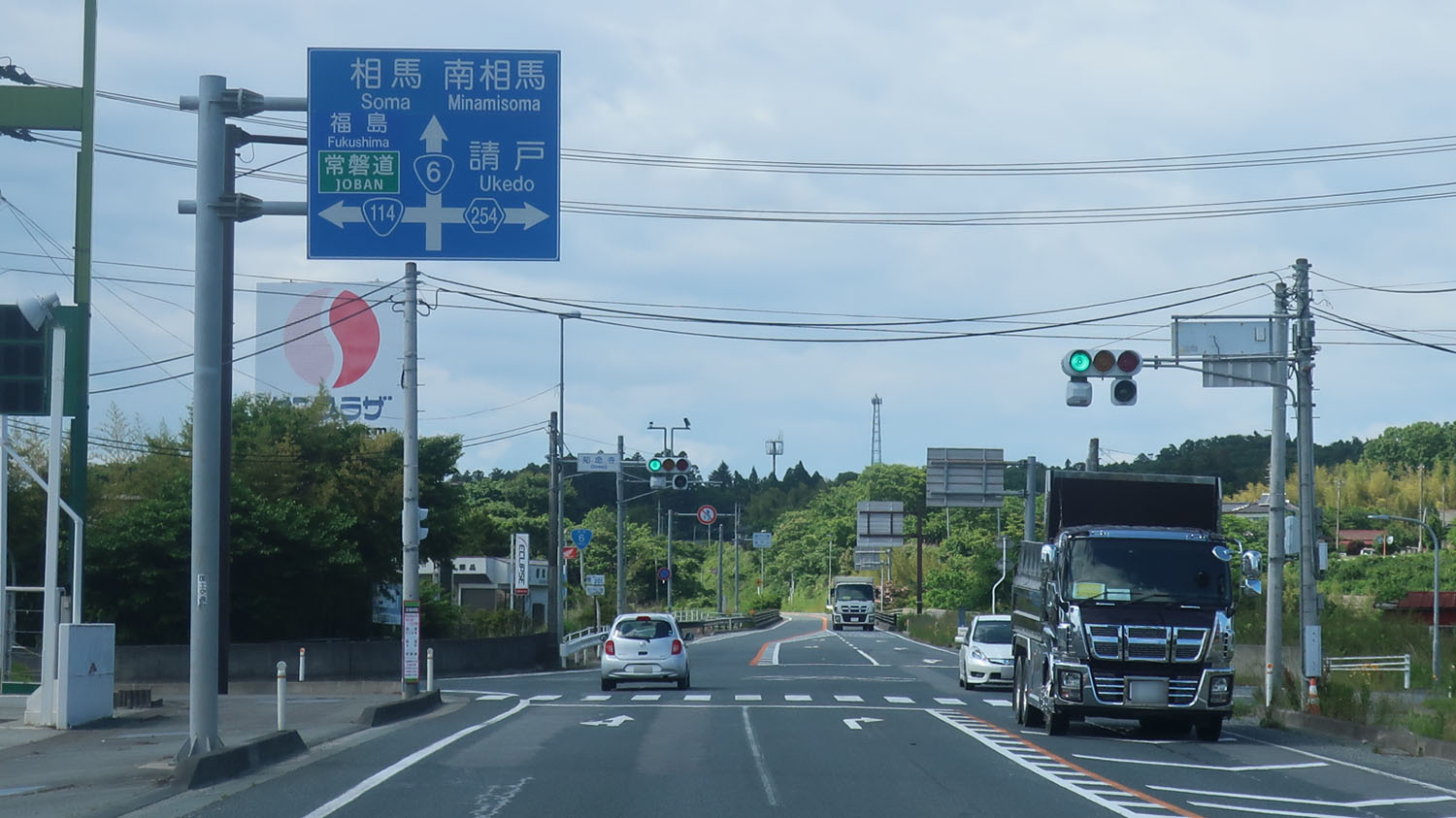
일본 114번 국도의 종점. 종점의 위치는 후쿠시마현 후타바군 나미에정에 위치하고 있다.

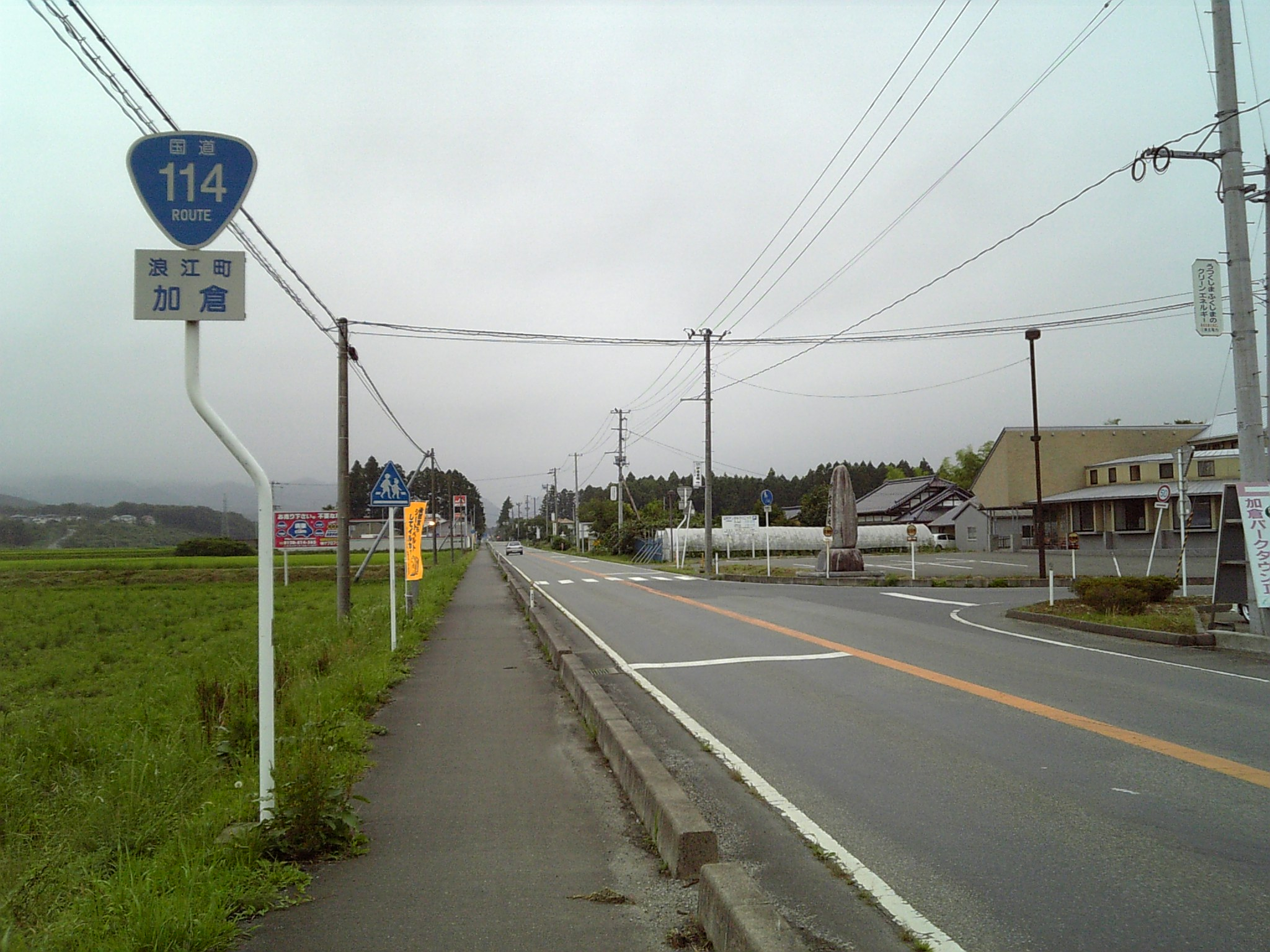
후쿠시마현 후타바군 나미에정에서 본 114번 국도

일본 114번 국도(일본어: 国道114号→국도 114호)는 후쿠시마현 후쿠시마시에서 출발하여, 같은 현의 다테군 가와마타정을 거쳐 후타바군 나미에정까지 이어주는 총 연장 70.9 km이자 현도 69.3 km의 일반 국도 노선이다.

## 노선 정보
- 기점: 후쿠시마현 후쿠시마시 주겐초 교차로 (이 교차로에서는 국도 제4호선과 교차함)
- 종점: 후쿠시마현 후타바군 나미에정 지메이지 교차로 (이 교차로에서는 국도 제6호선과 교차함)
- 중복되는 경유지: 다테군 가와마타정
- 총 연장: 70.9 km
- 실제 연장: 70.9 km
  - 현도: 69.3 km
  - 구도: 1.6 km

## 연혁
- 1953년 5월 18일: 2급 국도 제114호 후쿠시마 후타바 선으로 지정 시행
- 1965년 4월 1일: 1·2급의 구분이 폐지됨과 동시에 일반 국도 114호선으로 재지정
- 2011년 3월 11일부터: 도호쿠 지방 태평양 해역 지진(이하 동일본 대진재)의 여파로 인해 통행에 대한 규제가 본격적으로 실시
- 2017년 9월 20일: 도호쿠 지방 태평양 해역 지진으로부터 6년 넘게 지속된 통행 금지 등 일반 차량에 대한 통행 제한 사항이 완전히 해제.

## 지리

### 통과하는 지자체
- 이 도로는 통과하고 있는 곳은 유일하게도 후쿠시마현 뿐이다. 따라서 경유지는 이와 같다.
  - 경유지 : 후쿠시마시 - 다테군 가와마타정 - 후타바군 나미에정 - 미나미소마시 - 후타바군 나미에정 (2차 경유)

### 교차하는 도로
고속도로
- 조반 자동차도

국도
- 4번 국도
- 6번 국도
- 349번 국도
- 399번 국도